# Oficina de Publicacions Oficials de la Unió Europea
L'Oficina per les Publicacions Oficials de la Unió Europea és l'organització encarregada de coordinar la impressió, venda i distribució de gran part de la documentació produïda per les institucions oficials de la Unió Europea. A més, és part de la Comissió Europea per raons administratives i pressupostàries. La seu es troba a Luxemburg.
Publica dos categories de documentació: el Diari Oficial de la Unió Europea i altres.

## Història
Va aparéixer el 1969 amb unes funcions que amb el temps es van expandir. Així, durant la dècada de 1980 va assumir una major responsabilitat a la publicació: s'encarregà formalment de la venda i distribució dels documents de la Comissió, els informes de comissions del Parlament Europeu i les opinions i informes del Comité Econòmic i Social, s'encarregà de la categorització dels documents i va unir diversos unitats perquè treballaren en la indexació i catalogació. El 1983 esdevení responsable de la distribució del material a la xarxa de biblioteques de dipòsit legal de la Unió Europea. Els resultats d'aquestes centralitzacions de les operacions editorials portaren a un sistema de distribució, promoció i control bibliogràfic més eficient.
El 1978 el 85% de les publicacions de l'Oficina eren impresses de manera externa.